# 淡輪駅
淡輪駅（たんのわえき）は、大阪府泉南郡岬町淡輪にある、南海電気鉄道南海本線の駅。駅番号はNK40。

## 歴史
1898年（明治31年）の延伸時に当駅は設置されておらず、同年に西村天囚が淡輪の風光を新聞に紹介したことが当駅設置の契機となった。1911年（明治44年）には南海鉄道によって淡輪遊園が開園し、1914年（大正3年）には摂陽商船によって淡輪 - 洲本航路が開設されたが、戦後にみさき公園（みさき公園駅）と深日港（深日港駅）に取って代わられた。

### 年表
- 1906年（明治39年）8月15日：南海鉄道の簡易停車場として開業。
- 1910年（明治43年）：常設停車場となる[1]。
- 1940年（昭和15年）4月6日：当駅車扱いの貨物取扱廃止。
- 1944年（昭和19年）6月1日：会社合併により近畿日本鉄道の駅となる。
- 1946年（昭和21年）7月9日：当駅車扱いの貨物取扱再開。
- 1947年（昭和22年）6月1日：路線譲渡により南海電気鉄道の駅となる。
- 1955年（昭和30年）10月1日：当駅での貨物取扱廃止。
- 2012年（平成24年）4月1日：駅ナンバリングが導入され、使用を開始[2][3]。

## 駅構造
相対式2面2線のホームを持つ地平駅である。
下り線の和歌山市駅方の外れた所に使われていない線路があるが、現在は本線とは繋がっておらず、みさき公園駅に保線基地があり、箱作駅にも保線留置線があるため、今後使われる予定もない。
1925年（大正14年）竣工の洋風木造駅舎が難波方面ホームに接しており、和歌山市方面ホームとは連絡地下道で結ばれている。2006年（平成18年）の外装工事の際に駅舎の屋根の色が赤から黒になる。無人駅のため窓口は閉鎖されている。
便所は難波方面ホーム上の難波駅寄りに建てられており、男女別の水洗式である。

### のりば
| のりば | 路線   | 方向 | 行先                 |
| ------ | ------ | ---- | -------------------- |
| 1      | 南海線 | 下り | 和歌山市方面         |
| 2      | 南海線 | 上り | なんば・関西空港方面 |

## 利用状況
| 年次   | 1日平均 乗降人員 | 1日平均 乗車人員 | 順位 | 出典     |
| ------ | ---------------- | ---------------- | ---- | -------- |
| 2000年 | 2,656            | 1,335            |      | [ * 1 ]  |
| 2001年 | 2,541            | 1,270            |      | [ * 2 ]  |
| 2002年 | 2,495            | 1,252            |      | [ * 3 ]  |
| 2003年 | 2,371            | 1,180            |      | [ * 4 ]  |
| 2004年 | 2,262            | 1,127            |      | [ * 5 ]  |
| 2005年 | 2,230            | 1,111            |      | [ * 6 ]  |
| 2006年 | 2,114            | 1,056            |      | [ * 7 ]  |
| 2007年 | 2,162            | 1,088            |      | [ * 8 ]  |
| 2008年 | 2,121            | 1,076            |      | [ * 9 ]  |
| 2009年 | 2,099            | 1,065            |      | [ * 10 ] |
| 2010年 | 2,029            | 1,035            |      | [ * 11 ] |
| 2011年 | 1,969            | 1,005            |      | [ * 12 ] |
| 2012年 | 2,012            | 1,019            | 66位 | [ * 13 ] |
| 2013年 | 2,000            | 1,013            | 66位 | [ * 14 ] |
| 2014年 | 2,075            | 1,023            | 66位 | [ * 15 ] |
| 2015年 | 2,155            | 1,029            | 67位 | [ * 16 ] |
| 2016年 | 2,233            | 1,042            | 67位 | [ * 17 ] |
| 2017年 | 2,221            | 1,017            | 66位 | [ * 18 ] |
| 2018年 | 2,149            | 991              | 66位 | [ * 19 ] |
| 2019年 | 2,180            | 995              | 66位 | [ * 20 ] |

各年度の乗降人員は下表の通りである。
| 年度               | 1日平均 乗降人員 | 順位 | 出典       |
| ------------------ | ---------------- | ---- | ---------- |
| 2019年（令和元年） | 2,117            | 66位 | [ 南海 2 ] |
| 2020年（令和02年） | 1,586            | 66位 | [ 南海 2 ] |
| 2021年（令和03年） | 1,570            | 66位 | [ 南海 2 ] |
| 2022年（令和04年） | 1,689            | 66位 | [ 南海 1 ] |
| 2023年（令和05年） | 1,674            | 66位 | [ 南海 1 ] |
| 2024年（令和06年） | 1,660            | 66位 | [ 南海 1 ] |

## 駅周辺
- せんなん里海公園
  - 淡輪海水浴場（ときめきビーチ）
- 淡輪遊園（あたご山公園）
- 大阪府立青少年海洋センター
- 淡輪ハウス
- マリンロッジ海風館
- 淡輪ヨットハーバー
- 淡輪漁港
- 宇度墓古墳（うどはかこふん・淡輪ニサンザイ古墳）、西陵古墳
- 鴻ノ巣山古墳群（こうのすやまこふんぐん）
- 淡輪遺跡
- 岬淡輪郵便局
- 岬町立淡輪小学校

### バス路線
駅前に町内巡回バス「ミニループバスみさき」が発着する淡輪駅停留所がある。南海電鉄バス直営時代は、みさき公園駅から多奈川駅を経由し小島地区まで運行する路線があった。

## 隣の駅
南海電気鉄道
 南海本線
■特急サザン・■急行
通過
■区間急行・■普通
箱作駅 (NK39) - 淡輪駅 (NK40) - みさき公園駅 (NK41)